# Список квіткових емблем Австралії
Це список австралійських квіткових емблем (квіткових символів). Він включає в себе національну квітку і офіційні квіти окремих штатів і територій.
| Країна, штат або територія       | Зображення | Місцева назва              | Біномінальна назва     | Примітки |
| -------------------------------- | ---------- | -------------------------- | ---------------------- | --- |
| Австралія                        |            | Golden Wattle              | Acacia pycnantha       | Офіційно проголошена національною квіткою Австралії 1 вересня 1988 року.                                                                                                 |
| Австралійська столична територія |            | Royal Bluebell             | Wahlenbergia gloriosa  | |
| Новий Південний Уельс            |            | New South Wales Waratah    | Telopea speciosissima  | Є офіційною квіткової емблемою штату Новий Південний Уельс з 1962 року.                                                                                                  |
| Північна територія               |            | Sturt's Desert Rose        | Gossypium sturtianum   | |
| Квінсленд                        |            | Cooktown Orchid            | Dendrobium bigibbum    | Є офіційною квіткової емблемою штату Квінсленд з 19 листопада 1959 року                                                                                                  |
| Південна Австралія               |            | Sturt's Desert Pea         | Swainsona formosa      | Є офіційною квіткової емблемою штату Південна Австралія з 23 листопада 1961 року.                                                                                        |
| Тасманія                         |            | Tasmanian Blue Gum         | Eucalyptus globulus    | Є офіційною квіткової емблемою штату Тасманія з 5 грудня 1962 року, але не дуже популярна, з 1966 року альтернативною неофіційною квіткової емблемою є Eucryphia Lucida. |
| Вікторія                         |            | Pink (Common) Heath        | Epacris impressa       | |
| Західна Австралія                |            | Red and Green Kangaroo Paw | Anigozanthos manglesii | Є офіційною квіткової емблемою штату Західна Австралія з листопада 1960 року.                                                                                            |